# Herzberg (berg)
Herzberg is een berg berg van 592 m in het Taunusgebergte. De berg lgt ten noorden van Oberursel en oostelijk van Bad Homburg. Het kasteel Saalburg ligt op 2 km afstand van de top. De Lindenberg ligt 3 km ten zuidwesten van Herzberg. Er staat een uitzichttoren op de top.